# Améthyste
Pour les articles homonymes, voir Améthyste (homonymie).
L’améthyste est une variété de quartz violet (dioxyde de silicium), de diaphane à translucide, dont la teinte est due aux traces de fer. Ce minéral est utilisé en joaillerie et classé comme pierre fine.

## Étymologie
Le mot vient du grec ancien ἀμέθυστος / améthustos, adjectif verbal composé du verbe μεθύω / methúô (« être ivre »), et du préfixe privatif ἀ- / a- . La pierre aurait été ainsi nommée parce qu'elle a la couleur du vin coupé d'eau, dont le titre alcoolique est moindre. Par rapprochement, elle passait pour préserver de l'ivresse,.

## Couleur
La couleur de l'améthyste ne reste stable que jusqu'à 250 °C ; au-delà, la plupart des améthystes se décolorent. Vers 500 °C, l'améthyste devient jaune citron, mais se décolore à nouveau si la température est élevée jusqu'à 600 °C, avant que le quartz ne devienne laiteux en raison de l'apparition d'eau infra-microscopique.
Aussi, les améthystes subissent un traitement thermique à grande échelle pour obtenir des citrines. Ce traitement thermique peut laisser des inclusions caractéristiques, les givres en zébrures, facilement identifiables à l'aide d'une loupe (× 10).

## Histoire et symbolisme
Les Romains aimaient servir du vin dans des coupes d'améthyste pour se prémunir contre l'ivresse. Ils les ornaient de figures de Bacchus ou de Silène. Pline l'Ancien rapporte avec scepticisme cette légende ainsi que d'autres vertus prétendument attachées à cette pierre :

« Les mages menteurs assurent que l'améthyste empêche l'ivresse, croyant sans doute que cela est bien en rapport avec l'apparence et la couleur de cette pierre ; de là, disent-ils, le nom qu'elle a. De plus, si on y inscrit les noms de la lune et du soleil, et qu'on la porte suspendue au cou avec des poils de cynocéphale ou des plumes d'hirondelle, elle préserve des maléfices. Elle procure, de quelque façon qu'on la porte, un favorable accès auprès des rois ; elle détourne la grêle et les sauterelles, si on récite une prière qu'ils indiquent. Quant aux émeraudes, ils leur ont attribué de semblables vertus, à la condition d'y graver des aigles ou des scarabées. Sans doute ce n'est pas sans un sentiment de mépris et de moquerie pour le genre humain qu'ils ont écrit de pareils contes. »

Dans le livre de l'Apocalypse attribué à l'évangéliste Jean, l'améthyste fait partie des pierres précieuses qui ornent les fondements des remparts d'une cité décrite dans une vision au chapitre 21. Par ailleurs, selon la tradition, Joseph aurait fait cadeau à Marie une bague ornée d'une améthyste, marque de pureté.
Le poète Rémy Belleau (1528-1577) a composé un poème mythologique intitulé L'améthyste, ou Les Amours de Bacchus et d'Améthyste, dans lequel il imagine Bacchus éperdument épris de la belle Améthyste et la poursuivant avec fureur. Améthyste aux beaux yeux implore alors Diane, déesse de la chasteté, qui a pitié d'elle et la transforme en pierre. Bacchus, frustré, décrète alors que quiconque boira dans une coupe faite de cette pierre ne pourra pas savourer l'ivresse de son vin. Et la pierre prit en outre la couleur du vin. Cette histoire est issue d'un mythe grec.
Hans Memling utilise cette pierre pour composer une allégorie de la Chasteté.
Considérée comme « la pierre religieuse par excellence », l'améthyste ornait jusqu'à Vatican II l'anneau pastoral des évêques catholiques,.
L'améthyste fut prisée en France pendant le Premier et le Second Empire.

## Gisements remarquables
L'améthyste était rare dans l'Antiquité. Ce n'est qu'au début du XXe siècle que la découverte d'importants gisements au Brésil et en Uruguay la rendit commune.
Le Brésil est aujourd'hui le plus grand producteur mondial d'améthyste, plus précisément dans l'État de Rio Grande do Sul. La ville d'Ametista do Sul est le principal producteur de la gemme dans le pays,,.
- Belgique

Salm-Château, Vielsalm, Massif de Stavelot, province de Luxembourg
- Canada

Mont-de-l'Aigle, Peninsule de Gaspé, Canton de Lemieux, comté de Gaspé-Ouest, Québec
Mont Lyall, péninsule gaspesiene
- France

Rochers du Hirzenstein, Wattwiller, Cernay, Haut-Rhin, Alsace
Pégut (Champs des mines), La Chapelle-sur-Usson, Jumeaux, Puy-de-Dôme, Auvergne
La Bessière, Saint-Genès-la-Tourette, Sauxillanges, Puy-de-Dôme, Auvergne
- Madagascar

Antsakoanimanta, commune de Mangatabohangy (Mangatobangy), district d'Ambatofinandrahana, région d'Amoron'i Mania, province de Fianarantsoa
- Mexique

Amatitlán, municipalité de Zumpango del Rio, Guerrero, Mexico
Las Vigas de Ramírez (Mun. de Profesor Rafael Ramírez), Veracruz, Mexico
- Brésil

Irai, Rio Grande do Sul
- Uruguay

Artigas
- Finlande

Luosto

## Terminologie en gemmologie
- Le terme « améthyste orientale » désigne en fait un spinelle violet.
- « Bengal amethyst »  désigne un saphir violacé.
- « Racine d'améthyste » désigne une fluorine violette.

Ces terminologies sont néanmoins interdites par le CIBJO.

## Synonyme
- Lavendine[22]

## Homonymie
Le violet améthyste est une matière colorante qui est le dérivé tétraéthylé à l'azote de la safranine.
L'améthyste est aussi le nom d'un champignon, ainsi dénommé à cause de sa couleur.

## Galerie

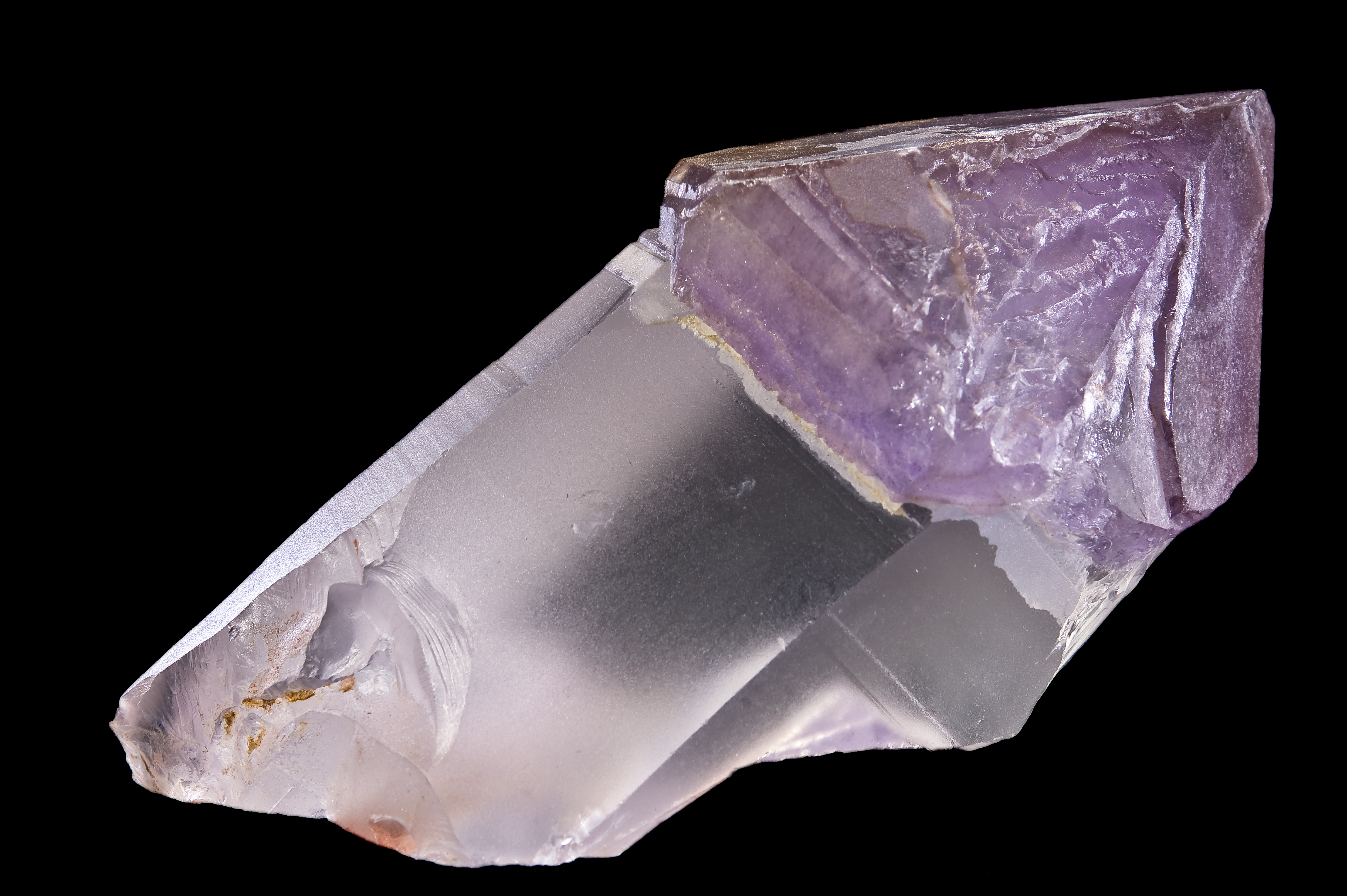
Améthyste sceptre – Antsakoanimanta, Madagascar (11,5 × 5,3 cm).
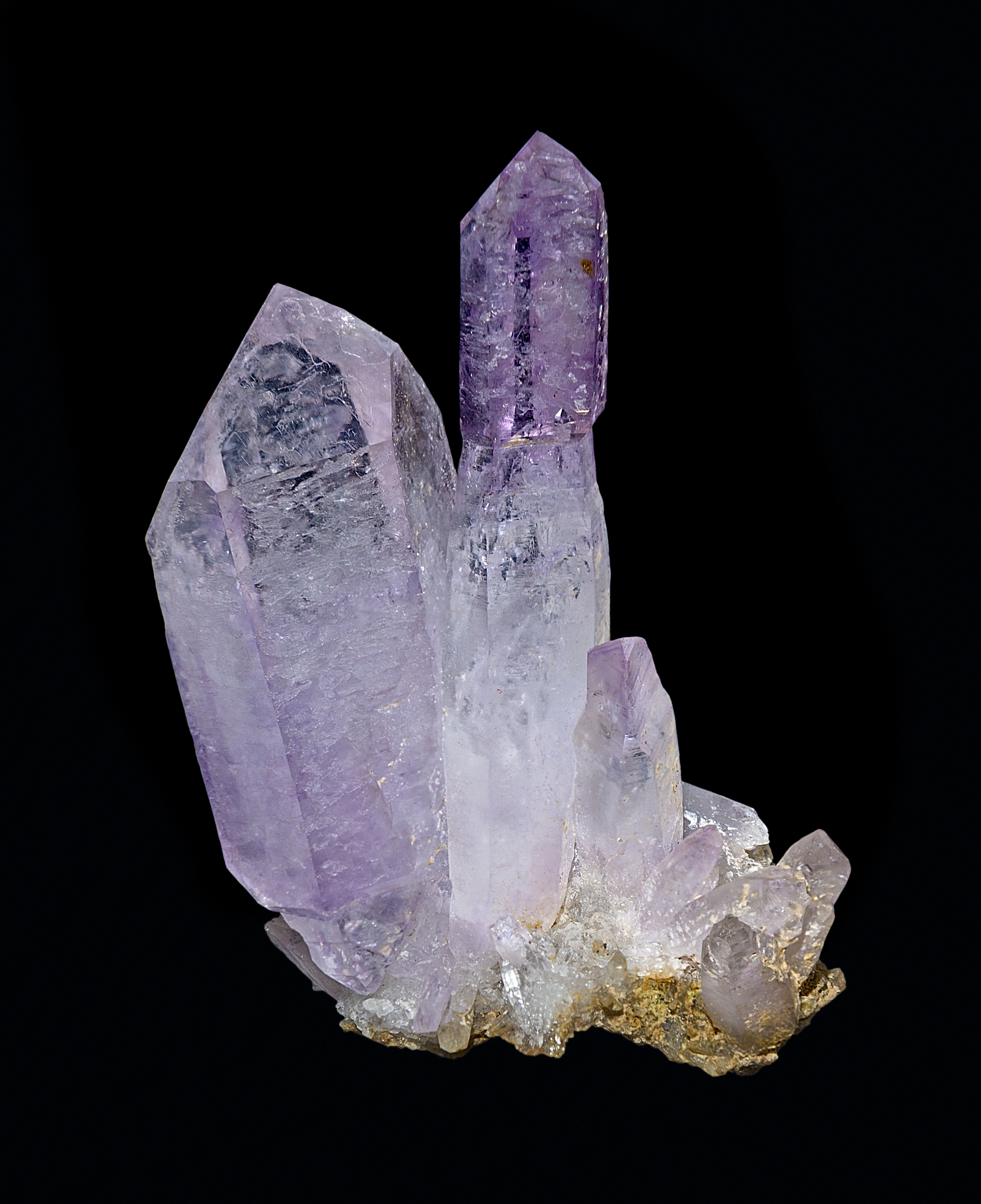
Améthyste – Sceptre et antisceptre – Vera Cruz, Mexico (5 × 3 cm).
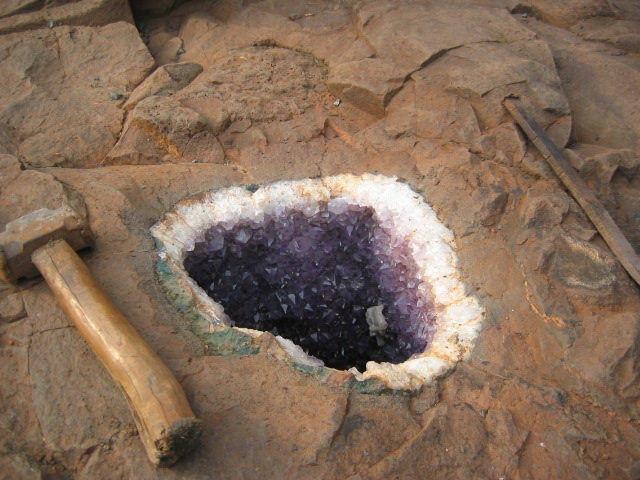
Améthyste – Géode en place.
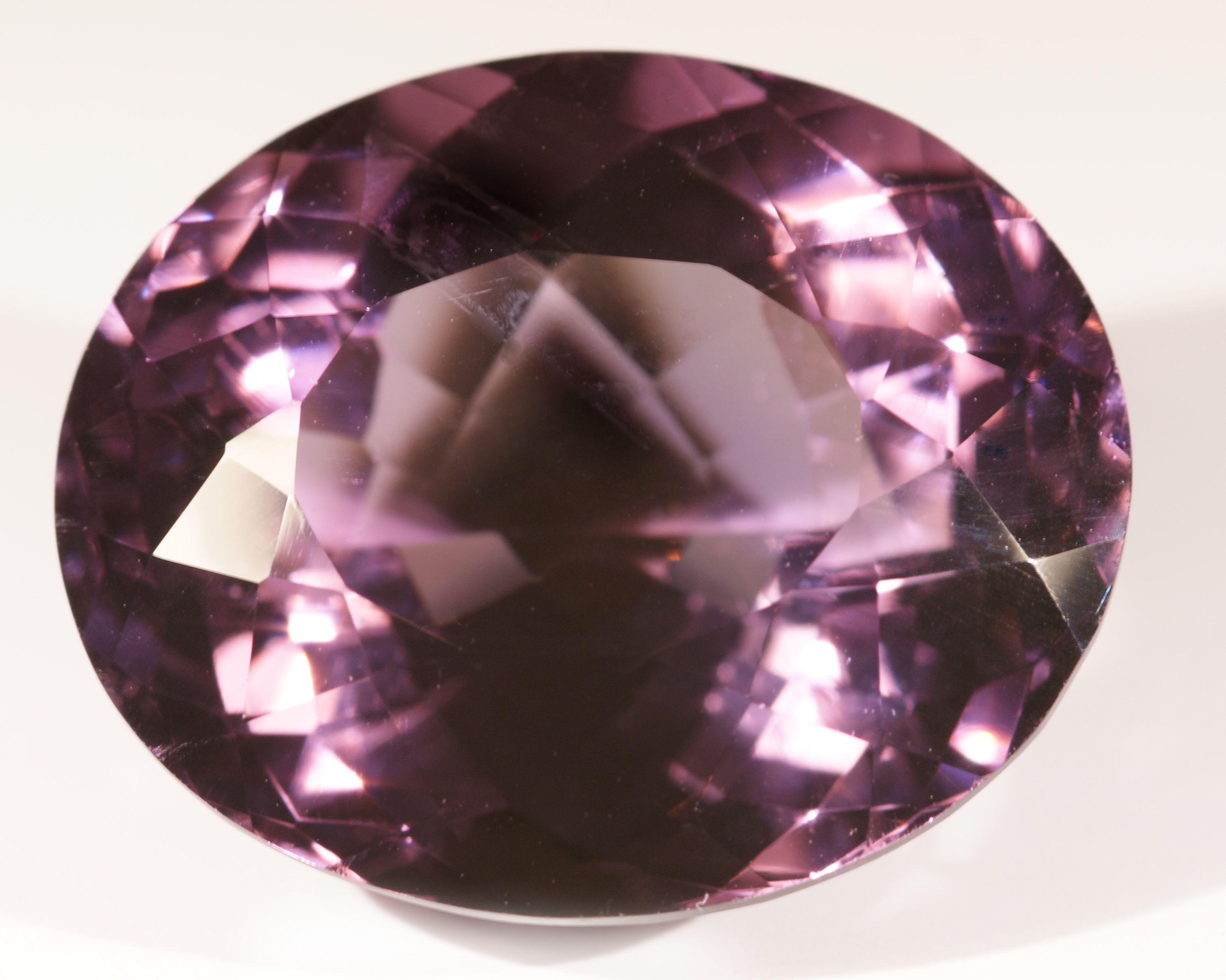
Améthyste taillée – Minas Gerais, Brésil – 22 × 18 mm.
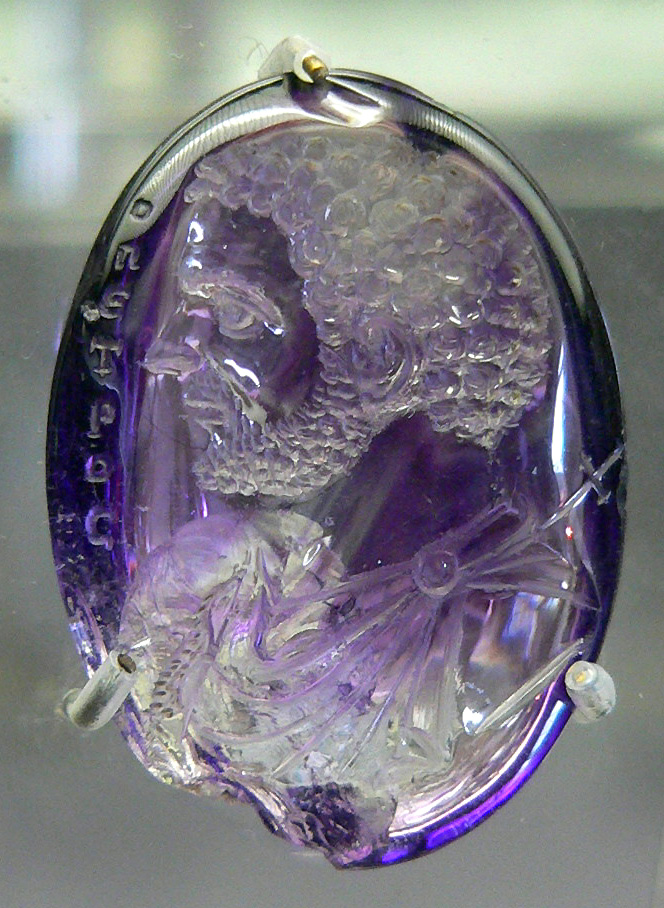
Intaille – Portrait de Caracalla vers 212. Trésor de la Sainte Chapelle.